# Carbonato de zinco
Carbonato de zinco, algumas vezes tratado como sal de zinco do ácido carbônico, é o composto químico inorgânico de fórmula ZnCO3. É encontrado na natureza no mineral smithsonite. Apresenta-se quando puro como um sólido branco, embora às vezes, comercialmente, apresente-se como amarelado, em purezas de até 98%, inodoro e descrito como sem sabor, normalmente comercializado na forma de pó amorfo fino.
Possui massa específica de 4,4 gramas por cm³. Apresenta solubilidade em água considerada insignificante, mas reage com os ácidos minerais produzindo os respectivos sais de zinco. Decompoem-se em ZnO (óxido de zinco) e CO2 (gás carbônico) à temperatura de 297оС.
Comercialmente apresenta, quando em pó fino, área de superfície específica de aproximadamente 45m2/g e densidade aparente de 0,35g/ml. 

## Aplicações
É utilizado como um adstringente em cosméticos, como protetor da pele em emulsões, em medicina em pomadas e loções.
É utilizado amplamente em pintura, como agente de activação da transparência em elastômeros, como agente reforçador da coloração na indústria da borracha leitosa e látex, na produção de seda artificial e telhas cerâmicas.
Possui aplicação na indústria do petróleo nas lamas lubrificantes em perfuração de poços e na chamada perfuração oleada, no refino e tratamento como absorvente do enxofre.
É empregado na suplementação animal, incluindo humana, em aditivos e suplementos alimentares, como fonte do microelemento zinco.
O carbonato de zinco também é usado no material de laser da eletrônica, nos fósforos, nos catalisadores, na manufatura de materiais magnéticos.

## Corrosão
Na corrosão do zinco, produz-se óxido de zinco quando em atmosfera relativamente seca através da reação entre o zinco e o oxigênio atmosférico. Quando em atmosfera úmida, este óxido é convertido em hidróxido de zinco. O hidróxido e o óxido de zinco reagem por sua vez com o dióxido de carbono presente na atmosfera formando carbonato de zinco, que sendo aderente à superfície e relativamente bastante insolúvel é considerado o principal responsável pela proteção anticorrosiva dos revestimentos galvanizados de zinco. Este filme de carbonato de zinco forma-se rapidamente e sua taxa de crescimento decai com o tempo. Com a restrição do contato dos óxidos e hidróxidos de zinco com o dioxido de carbono atmosférico, o filme protetivo não se forma.

## Segurança
Trata-se de uma substância irritante para os olhos.